# Сухарьков, Анатолий Васильевич
Анатолий Васильевич Сухарьков (род. 10 февраля 1938, Кёнигсберг, Восточная Пруссия) — советский бегун-марафонец. Выступал за сборную СССР по лёгкой атлетике в 1960-х годах, победитель и призёр первенств всесоюзного значения, участник летних Олимпийских игр в Мехико. Представлял Москву и спортивное общество «Локомотив».

## Биография
Анатолий Сухарьков родился 10 февраля 1938 года в Кёнигсберге.
Занимался лёгкой атлетикой в Москве, выступал за добровольное спортивное общество «Локомотив».
Впервые заявил о себе в сезоне 1963 года, выиграв марафон в Москве с результатом 2:24:15.
В 1966 году с личным рекордом 2:21:18 одержал победу на чемпионате СССР по марафону в Одессе. Попав в состав советской сборной, выступил на чемпионате Европы в Будапеште, где пробежал марафон за 2:23:34 и занял итоговое шестое место.
В 1967 году на Мемориале братьев Знаменских в Москве стал восьмым в беге на 10 000 метров, финишировал третьим на Кошицком марафоне (2:22:36).
На чемпионате СССР по марафону 1968 года в Севане с результатом 2:28:46 выиграл бронзовую медаль. Благодаря этому успешному выступлению удостоился права защищать честь страны на летних Олимпийских играх в Мехико — в программе марафона показал результат 2:38:08, расположившись в итоговом протоколе соревнований на 28-й строке.
В 1969 году занял 14-е место на Кошицком марафоне (2:30:00).
На чемпионате СССР по марафону 1970 года во Фрязино вновь взял бронзу, показав время 2:27:26.